# SpaceX CRS-13
SpaceX CRS-13 (alternativně SpX-13, nebo jednoduše CRS-13) je třináctá a zároveň první ze tří dodatečných zásobovacích misí kosmické lodi Dragon k Mezinárodní vesmírné stanici (ISS) podstoupená v rámci kontraktu Commercial Resupply Services uzavřeného mezi společností SpaceX a NASA. Celkově jde o patnáctý let Dragonu do vesmíru (pokud počítáme i demo lety C1 a C2+). Je to podruhé, kdy je použita již jednou letěná kosmická loď Dragon a zároveň poprvé, kdy byl při letu v rámci CRS použit již letěný první stupeň nosné rakety Falcon 9.
Společnosti SpaceX takové počínání umožní soustředit více výrobních kapacit na vývoj a výrobu lodi Dragon 2.

## Znovupoužitelnost
SpaceX se své výrobní kapacity snaží přesměrovat na novou loď Dragon 2, takže let CRS-13 je dalším, při kterém je znovupoužita kosmická loď Dragon, která byla už od začátku plánována jako znovupoužitelná. Konkrétně jde o Dragon C108, který poprvé letěl při misi CRS-6 v roce 2015. Trunk lodi je samozřejmě nový, protože ten při návratu z oběžné dráhy vždy shoří v atmosféře. Nový je také tepelný štít.
Znovupoužitý byl i první stupeň Falconu 9. NASA si vyžádala stupeň, který při prvním letu vynášel náklad pouze na nízkou oběžnou dráhu, protože takový stupeň není při návratu tolik namáhán. Vybrán byl stupeň číslo B1035 z mise CRS-11 z června 2017.

## Start
Start proběhl z mysu Canaveral z rampy SLC-40 15. prosince 2017 v 10:35 místního času (16:35 SEČ). Šlo o první start z této rampy po její rozsáhlé rekonstrukci vynucené nehodou při misi Amos-6 z 1. září 2016. Start proběhl bez problémů. První stupeň rakety se sedm minut po startu vrátil na přistávací plochu LZ-1, zatímco druhý stupeň rakety vynesl loď Dragon na nízkou oběžnou dráhu, kde se od ní devět minut po startu oddělil. O dva dny později, 17. prosince v 15:26 UTC (16:26 SEČ), se loď Dragon spojila s ISS. Pobyt lodi u stanice byl naplánován asi na jeden měsíc.

## Náklad
Celkový náklad lodi byl 2205 kg. Hermetizovaná části lodi pojala 1560 kg nákladu, z toho tvořilo 711 kg vědeckého vybavení a experimentů, 490 kg zásob pro posádku, 189 kg staničního hardwaru, 165 kg vybavení pro výstupy do vesmíru a 5 kg počítačového vybavení. V nehermetizované části lodi (v trunku) bylo dalších 645 kg nákladu, tvořeného dvěma částmi: Space Debris Sensor (SDS), tedy detektor kosmického smetí, a Total and Spectral Solar Irradiance Sensor (TSIS), tedy přístroj na měření intenzity záření Slunce.

## Návrat
Pobyt lodi u stanice skončil 13. ledna 2018, kdy se Dragon, naplněný 1860 kilogramy výsledků vědeckých experimentů a dalšího vybavení, odpojil od ISS. Na palubě lodi se k Zemi vracela i skupina živých myší z vědecké studie NASA's Rodent Research 6. Dragon přistál po bezproblémové misi do Tichého oceánu v 7:36 místního času (16:36 SEČ).